# Erma ESP 85 A
Die ESP 85 A der ERMA ist eine Kleinkaliber-Sportpistole. Die Erma ESP 85 A wurde im Kaliber .22 lfB hergestellt. Für die Disziplin Zentralfeuerpistole wurde ein Wechselsystem im Kaliber .32 S&W long WC angeboten.